# Cincomas
Cincomas (estilizado como cincoMAS) fue un canal de televisión por suscripción internacional de origen español, propiedad de Mediaset España, cuya programación está orientada al público residente en América. La señal está disponible en HD y ATM Broadcast distribuye el canal en occidente. Sus emisiones regulares comenzaron el 22 de enero de 2016.

## Historia
Tras el éxito internacional de canales españoles como TVE Internacional, Antena 3 Internacional o Atreseries Internacional, Mediaset decidió durante 2015 preparar y lanzar un canal internacional que englobara lo mejor de sus diferentes cadenas. De esta manera, Cincomas nacía el 22 de enero de 2016 con el objetivo de distribuir internacionalmente y de manera propia los mejores contenidos de Mediaset. La cadena puede verse a través de diferentes operadores de pago por todo el territorio de EE. UU. y todos los países pertenecientes a Iberoamérica. En noviembre de 2017, la empresa Olympusat añadió el canal a su plataforma Vemox para los Estados Unidos.
A partir de mayo de 2020, el canal cesa sus emisiones y se integrará toda su oferta en mitele plus internacional.

## Programación
La programación de Cincomas está dividida en bloques de ficción, entretenimiento e información y emite contenidos propios de todos los canales de Mediaset España. Así, encontramos series como El Príncipe, La que se avecina, Sin tetas no hay paraíso, Hospital central o Escenas de matrimonio, pasando por magacines y programas como Frank de la jungla, Sálvame, Deluxe, Cámbiame o Volando voy, así como los diferentes informativos y programas de noticias, entre otros.
Telediario de las 15:00 y 21:00 de Telecinco se emite mediante este canal internacional.